# Михайловский, Валерий Владимирович
Вале́рий Влади́мирович Михайло́вский (род. 23 июля 1953, Луцк) — советский и российский танцовщик, создатель труппы и театра — «Санкт-Петербургский Мужской балет Валерия Михайловского». Балет перестал существовать в 2013 году.Заслуженный артист РСФСР (1985).

## Биография
Родился в селе Воротнев Луцкого района Волынской области. Занимался в балетной студии Луцка. Окончил Киевское хореографическое училище в 1971 году, далее переехал в Одессу и шесть лет был солистом Одесского театра оперы и балета, где исполнил ведущие партии в балетах «Лебединое озеро», «Жизель», «Шопениана», «Эсмеральда», «Анна Каренина», «Дон Кихот», «Раймонда» и других. Там завоевал признание, с высоким мастерством исполнив совершенно по-новому ведущие роли почти во всех спектаклях классического репертуара.
В 1977 году его приглашает на работу Борис Эйфман, сторонник смешения классического и современного танца, и с 1977 по 1991 годы Михайловский является ведущим солистом театра и первым исполнителем главных партий в большинстве балетов, поставленных Эйфманом (князь Мышкин в «Идиоте», граф Альмавива в «Безумном дне» и «Севильском цирюльнике», Мальволио в «Двенадцатой ночи», Воланд в «Мастере и Маргарите», Камилл в «Терезе Ракен», Мекки-нож в «Бумеранге», Виктор Хара в «Прерванной песне»), а также исполнителем камерных балетов «Познание», «Комедианты», «Художник».
Сам Валерий Михайловский осуществил постановку балетов Бориса Эйфмана в Москве, Киеве, Софии, Гданьске. Гастролирует во многих странах мира, является неоднократным победителем международных балетных фестивалей, принимает участие в гала-концертах «Звёзды мирового балета», его имя вписано в Энциклопедию Балета. Снялся в фильмах-балетах «Идиот», «Двенадцатая ночь», «Безумный день».
В 1992 году уходит от Эйфмана и создает собственную труппу — Санкт-Петербургский Мужской балет. Он собрал танцовщиков, которые могут исполнять сложнейшие современные партии, как мужские, так и женские. В своей труппе Михайловский выступил уже как балетмейстер, поставив балет «По образу и подобию» на музыку Питера Габриэля, с которым труппа в 1992 году впервые предстала перед зрителями, и номера в хореографической композиции «НОМО ЕССЕ».
Также традиционно все шедевры мировой классической хореографии во втором отделении программ Мужского балета исполняются в редакции Валерия Михайловского.

## Творчество
Спектакли, поставленные Валерием Михайловским.
Идущие ныне:
- «Per aspera ad Astra» (Сквозь тернии к звездам) + «Ах, эти шедевры!»
- «Мужчина и…» + «Ах, эти шедевры!»
- «Новые вариации на старые темы» + «Ах, эти шедевры!»
- «Танцуем всё, или Рабочий день» + «Лунная классика»

Архивные спектакли:
- «HOMO ECCE» («Человек как он есть»)
- «Болеро»
- «Взгляд со стороны»
- «Коварство и любовь»
- «Пахита». Гран-Па
- «По образу и подобию»
- «Танго для русских»

Спектакли в которых задействован Михайловский
- «Дневник гения» — любовник Галы и Иисус Христос. Спектакль театра Приют Комедианта.